# Kyryło Ośmak
Kyryło Ośmak (ukr. Кирило Осьмак; ur. 9 maja 1890 we wsi Szyszaky, zm. 16 maja 1960 we Włodzimierzu) – ukraiński agronom, działacz Organizacji Ukraińskich Nacjonalistów (OUN), prezydent UHWR.

## Życiorys
Wyższe wykształcenie uzyskał w Moskiewskim Instytucie Rolniczym w latach 1910–1916. Praktyki studenckie odbył na Wołyniu, Kubaniu i Syberii.
Był członkiem Ukraińskiej Centralnej Rady. Był organizatorem kooperatyw. Aresztowany w Charkowie w 1928, skazany na 5 lat więzienia, zwolniony przedterminowo.
W latach 1932–1938 pracował w sektorze państwowym. W latach 1938–1940 został powtórnie uwięziony. Po wyjściu na wolność, w latach 1940–1941 mieszkał w Kijowie.
Współpracował z OUN, przeprowadził się do Lwowa, pracował w UCK. Był uczestnikiem założycielskiego zjazdu UHWR, na którym został wybrany prezydentem (1944), współpracował też z UPA, potem zamieszkał i pracował w Stryju.
13 września 1944 został aresztowany. Uwięziony w latach 1944–1947 w więzieniu w Drohobyczu, w latach 1948–1960 w więzieniu we Włodzimierzu, gdzie zmarł.